# سودابك
شركة سودابك هي شركة نفط تعمل في السودان. وهي تابعة لشركة زافير للبترول في باكستان وتنشط حاليا في التنقيب عن النفط والغاز بالتعاون مع سودابت، شركة النفط الوطنية في السودان. يوجد مقرها في الخرطوم.